# Road Warriors
Os Road Warriors, também conhecidos como Legion of Doom, foram uma dupla de wrestling profissional originalmente composta por Road Warrior Hawk (Michael Hegstrand) e Road Warrior Animal (Joseph Laurinaitis). Eles se apresentaram com o nome "The Road Warriors" na American Wrestling Association (AWA), National Wrestling Alliance (NWA) e World Championship Wrestling (WCW), e com o nome "Legion of Doom" (LOD) na World Wrestling Federation (WWF). Sob qualquer nome, sua gimmick era a mesma – dois lutadores imponentes com pintura facial. Por curtos períodos, outros lutadores foram adicionados como parceiros substitutos para ambos. No Japão, nos anos 1990, "Power Warrior" Kensuke Sasaki frequentemente fez dupla com Hawk e Animal, separadamente e juntos, enquanto na WWE foram acompanhados por Droz nos anos 1990 e Heidenreich nos anos 2000. A equipe também teve três gerentes: Sunny nos anos 1990, Christy Hemme nos anos 2000 e Paul Ellering, o gerente associado à formação original.
Hawk e Animal eram conhecidos por seus físicos impressionantes, já que seu porte físico era maior que o da maioria dos lutadores da época. Sua pintura facial e armaduras com espinhos foram inspiradas no filme Mad Max: The Road Warrior; eles foram dos primeiros a trazer um tema de filme para o mundo do wrestling. Eles também introduziram um golpe em dupla conhecido como Doomsday Device. Ambos usaram o golpe como finalizador da equipe ao longo de suas carreiras, mesmo quando faziam dupla com outros parceiros.
A dupla participou como atração principal em vários eventos, incluindo Survivor Series de 1991 e In Your House 16: Canadian Stampede, e são considerados por muitos como a maior dupla da história do wrestling profissional.

## História

### Georgia Championship Wrestling (1983–1984)
Joe Laurinaitis competiu brevemente como Road Warrior antes de Ole Anderson colocá-lo ao lado de Mike Hegstrand para formar os Road Warriors em 1983. Eles foram inicialmente trazidos para o grupo de "Precious" Paul Ellering como substitutos de sua dupla composta por Matt Borne e Arn Anderson, após Borne ser demitido da empresa. Após alguns meses de sucesso rápido, os Road Warriors dispensaram Ellering como empresário, alegando que não precisavam de um. No entanto, isso durou pouco, pois no início de 1984, eles e "Precious" Paul Ellering formaram um grupo chamado The Legion of Doom no território da National Wrestling Alliance (NWA) conhecido como Georgia Championship Wrestling (GCW). O grupo era composto pelos Road Warriors, Jake "The Snake" Roberts, King Kong Bundy e The Spoiler. O grupo durou pouco, e o nome "Legion of Doom" logo passou a se referir apenas aos Road Warriors e a Ellering, com ambos os nomes sendo usados alternadamente ao longo de sua carreira. Animal revela no DVD Road Warriors: The Life e Death of the Most Dominant Tag-Team in Wrestling History que o nome "Legion of Doom" foi tirado do desenho Super Friends.

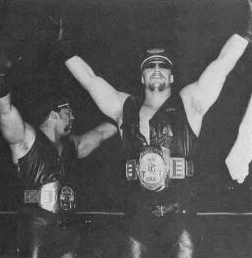
Road Warriors com o NWA National Tag Team Championship em 1983

O estilo impactante e de força dos Road Warriors, aliado ao visual único, rapidamente chamou a atenção dos fãs e causou temor entre os adversários — tanto que alguns lutadores chegavam a pegar suas malas e deixar a arena ao descobrirem que enfrentariam os Road Warriors. Na Geórgia, a dupla ascendeu rapidamente, apesar de serem muito jovens e não terem passado pelo tradicional processo de "pagar os seus pecados", simplesmente por serem tão convincentes em seus papéis. Ganharam reputação por serem muito rígidos no ringue e por raramente venderem os golpes dos adversários, simplesmente porque podiam, e a maioria de suas lutas terminava rapidamente. Eles conquistaram o NWA National Tag Team Championship em sua estreia, título que venceriam mais duas vezes enquanto estavam na Geórgia.

### American Wrestling Association (1984–1986)
Em 1984, os Road Warriors se transferiram para a American Wrestling Association (AWA) de Verne Gagne, juntamente com seu empresário Paul Ellering. Em 25 de agosto de 1984, eles derrotaram The Crusher e Baron von Raschke pelo AWA World Tag Team Championship. Os Road Warriors foram trazidos por Gagne para atuarem como vilões, mas suas lutas curtas e dominantes logo conquistaram os fãs. Eles se tornaram a principal atração da AWA entre 1984 e 1985, tendo rivalidades principalmente com The Fabulous Ones e posteriormente com The Fabulous Freebirds.
Os Warriors então começaram a dividir seu tempo entre a AWA e a Jim Crockett Promotions (JCP), onde iniciaram uma rivalidade com os Campeões Mundiais de Duplas da NWA, The Russians, enquanto ainda mantinham os cinturões da AWA (a AWA e membros da NWA estavam co-promovendo eventos na época numa tentativa de competir com a World Wrestling Federation). Hawk e Animal eventualmente perderam os títulos da AWA para Jimmy Garvin e "Mr. Electricity" Steve Regal em 29 de setembro de 1985, devido à interferência dos Freebirds. A última aparição dos Road Warriors na AWA foi em 20 de abril de 1986, no evento WrestleRock, onde derrotaram a dupla de Garvin e Michael Hayes em uma luta dentro de uma jaula de aço.
Durante sua passagem pela AWA, a dupla ficou amplamente conhecida por utilizar a música "Iron Man" do Black Sabbath como tema de entrada.

### Promoções japonesas (1985–1990)
Em março de 1985, os Road Warriors começaram a fazer turnês pelo Japão, principalmente com a All Japan Pro Wrestling (AJPW), onde causaram impacto imediato ao derrotarem de forma arrasadora a dupla de monstros Killer Khan e Animal Hamaguchi em menos de 4 minutos. Essa vitória e outras subsequentes igualmente dominantes renderam aos Road Warriors destaque na mídia de wrestling japonesa, incluindo manchetes de primeira página. Suas turnês pela AJPW em 1985 e 1986 tornaram os Road Warriors lendas no Japão, a ponto de a dupla excursionar pelo país sempre que estava “entre contratos” com as três grandes promoções dos Estados Unidos.
Os Road Warriors conquistaram o NWA International Tag Team Championship em 12 de março de 1987, ao derrotarem Jumbo Tsuruta e Genichiro Tenryu, mantendo os cinturões por 15 meses antes de perdê-los para os campeões do PWF World Tag Team, Jumbo Tsuruta e Yoshiaki Yatsu, em uma luta de unificação dos títulos, que deu origem ao AJPW World Tag Team Championship. Assim, os Road Warriors se tornaram os últimos campeões defensores dos títulos de duplas internacionais da NWA. A última luta da dupla no Japão nesse período ocorreu em 22 de julho de 1990, pela New Japan Pro-Wrestling (NJPW), sendo derrotados por Masahiro Chono e Keiji Mutoh por desqualificação.

### Jim Crockett Promotions/World Championship Wrestling (1986–1990)

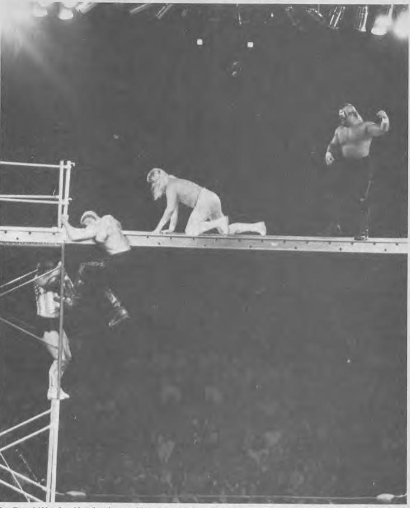
Luta Scaffold entre os Road Warriors e os Midnight Express no Starrcade '86

Em 19 de abril de 1986, os Road Warriors venceram o torneio inaugural Jim Crockett, Sr. Memorial Cup Tag Team Tournament ao derrotarem Ron Garvin e Magnum T. A. na final. Aproveitando o impulso, Hawk e Animal foram atrações principais da turnê The Great American Bash 1986, enfrentando Ivan e Nikita Koloff bem como os Midnight Express. No Starrcade '86, os Road Warriors participaram de uma luta Scaffold contra os Midnight Express, vencendo a luta.
Os Warriors se aliaram a Dusty Rhodes e Nikita Koloff em uma rivalidade sangrenta contra os Four Horsemen. Durante o Great American Bash 1987, os grupos se enfrentaram na primeira luta WarGames da história. Os Road Warriors saíram vencedores das duas lutas WarGames naquele verão, levando a rivalidade com os Horsemen até o Starrcade '87, onde perderam por desqualificação para Tully Blanchard e Arn Anderson. Os Road Warriors também conquistaram o NWA World Six-Man Tag Team Championship duas vezes ao lado de Dusty Rhodes. A dupla ainda teve uma rivalidade violenta com os The Powers of Pain (The Barbarian e The Warlord), onde os Road Warriors finalmente encontraram oponentes fisicamente equivalentes. No entanto, a rivalidade foi encerrada após os Powers of Pain deixarem a JCP ao descobrirem que seriam derrotados pelos Road Warriors em uma série de lutas Scaffold.
Em 1988, Hawk e Animal se tornaram vilões (heel), atacando o parceiro substituto Sting durante uma defesa do título de trios. Eles finalmente conquistaram o NWA World Tag Team Championship em 29 de outubro de 1988, em New Orleans, Louisiana, durante um house show contra os Midnight Express. Em novembro daquele ano, os Road Warriors tiveram um papel no fim do mandato de Dusty Rhodes como produtor principal da promoção. Durante o episódio de 26 de novembro do World Championship Wrestling, que estava sob ordens rigorosas dos executivos da TBS proibindo o uso de sangue intencional (blading), os Road Warriors atacaram Rhodes, removeram um espinho de suas ombreiras e tentaram arrancar seu olho. Rhodes foi demitido por causa desse episódio pouco depois do Starrcade '88. Antes de ser demitido, Animal o derrotou no Clash of the Champions, e assim os Road Warriors puderam escolher um novo parceiro para manter o título de trios da NWA; eles escolheram o astro da AJPW, Genichiro Tenryu, mas os títulos foram rapidamente abandonados.
Os Road Warriors rapidamente se tornaram heróis (face) novamente devido ao grande apoio dos fãs, independentemente de quão brutais ou violentos fossem. O reinado deles como campeões de duplas terminou quando enfrentaram o The Varsity Club (Mike Rotunda e Steve Williams) em 2 de abril de 1989. A mudança de título foi controversa, já que o árbitro Teddy Long fez uma contagem excessivamente rápida. Long foi demitido por causa da contagem, mas os títulos não foram devolvidos aos Road Warriors. Hawk e Animal passaram o restante do tempo na World Championship Wrestling (WCW) — como a JCP passou a ser chamada após a compra pela Turner Broadcasting System em 1988 — em rivalidades contra equipes como The Samoan Swat Team e The Skyscrapers. As últimas grandes vitórias deles na WCW vieram quando derrotaram três outras equipes (incluindo os populares Steiner Brothers) para vencer o Ironman Tag Team Tournament no Starrcade 1989: Future Shock (os Steiners na verdade derrotaram os Warriors por pinfall em sua luta, mas os Warriors venceram o torneio no formato round robin com base em um sistema de pontos) e também ao derrotarem os Skyscrapers em uma Chicago Street Fight no WrestleWar '90: Wild Thing.
Os Road Warriors fizeram sua última aparição em pay-per-view da WCW em 19 de maio de 1990, no Capital Combat, onde se juntaram a Norman “The Lunatic” contra Kevin Sullivan, Cactus Jack e Bam Bam Bigelow em uma luta que foi cortada da fita comercial do evento. Eles deixaram a WCW em junho de 1990 devido a desentendimentos com o então chefe da WCW, Jim Herd, segundo Animal no DVD produzido pela WWE.

### World Wrestling Federation (1990–1992)
Quando Hawk e Animal assinaram com a World Wrestling Federation (WWF) em junho de 1990, Vince McMahon aposentou o nome Road Warriors, já que na época havia outros lutadores com "warrior" no nome, como The Ultimate Warrior e Kerry Von Erich "The Modern Day Warrior". Ambos fizeram sua estreia na TV no episódio de 15 de julho de 1990 do Wrestling Challenge. Na WWF, a equipe seria conhecida apenas como "Legion of Doom". Como Legion of Doom, seus detratores como Bobby Heenan zombavam deles chamando-os de "Legion of Dummies".
Hawk e Animal imediatamente entraram em rivalidade com os Demolition, equipe que McMahon supostamente havia criado à imagem deles três anos antes, o que levou a uma luta televisionada de trios, onde Hawk e Animal se juntaram ao Campeão Mundial da WWF Ultimate Warrior contra todos os três membros dos Demolition. Bill Eadie (Ax) estava com problemas de saúde e foi feito um acordo para gradualmente substituí-lo por Crush (Brian Adams), enquanto Barry Darsow continuou em seu papel como Smash. Ax foi movido para o papel de gerente da equipe com a esperança de assumir uma posição nos bastidores, o que acabou não acontecendo. A rivalidade entre Legion of Doom e Demolition não teve a intensidade esperada por conta da mudança, e logo a LOD passou a focar nos títulos de duplas. No SummerSlam 1991, no Madison Square Garden, a Legion of Doom derrotou os The Nasty Boys em uma street fight sem desqualificação para conquistar o World Tag Team Championship, tornando-se a única equipe a vencer os títulos mundiais de duplas nas três principais promoções dos anos 1980. Hawk e Animal eventualmente perderam os títulos para os Money Inc. (IRS (Mike Rotunda) e Ted DiBiase) em 7 de fevereiro de 1992, após o que deixaram a promoção por um breve período.
A LOD retornaria pouco tempo depois com seu gerente original Paul Ellering na WrestleMania VIII. A equipe mais tarde incorporou um boneco de ventríloquo chamado "Rocco" (originalmente apresentado como "Freckles" diante de uma plateia ao vivo durante uma gravação da TV da WWF; o segmento foi um fracasso tão grande que nunca foi ao ar), que servia como sua “inspiração”, mas esse gimmick teve vida curta. Hegstrand deixou a empresa enojado com a gimmick de Rocco logo após o SummerSlam 1992, no Wembley Stadium, onde a LOD chegou ao ringue em motocicletas diante de mais de 80.000 fãs. Ele então desapareceu em Londres após o evento com John Nord (The Berzerker) e perdeu o voo de volta para os EUA, enquanto Laurinaitis permaneceu e cumpriu as obrigações contratuais da equipe ao lado do ex-membro do Demolition Crush (agora reformulado como um mocinho, se tornando um sujeito bronzeado e musculoso das praias de sua terra natal, o Hawaii), substituindo Hawk nos house shows na Europa em meados de setembro de 1992, após Hawk deixar a WWF. Crush e Animal formaram dupla para derrotar os The Beverly Brothers cinco vezes e Kato e Skinner uma vez. Paul Ellering também acompanhou Crush e Animal em algumas lutas de trios. Quando a nova equipe retornou à América do Norte, Animal e Crush começaram a disputar lutas individuais e a equipe foi desfeita. Pouco depois, Animal deixou a WWF, pois uma lesão nas costas o forçou a uma longa pausa.

### New Japan Pro-Wrestling (1992–1996)
Quando Hawk deixou a WWF após o SummerSlam 1992, ele viajou para o Japão e começou a lutar pela New Japan Pro-Wrestling (NJPW), onde rapidamente fez dupla com o jovem Kensuke Sasaki, que logo foi apelidado de "Power Warrior" ao adotar a pintura facial e os ombreiros com espinhos característicos dos Road Warriors. A dupla foi chamada de "The Hell Raisers" e manteve o legado dos Road Warriors na NJPW, conquistando o IWGP Tag Team Championship de Tony Halme e Scott Norton em dezembro de 1992 e novamente da dupla Scott Norton e Hercules (conhecidos como Jurassic Powers) em janeiro de 1994. Eles também competiram nas edições de 1993 e 1994 do torneio Super Grade Tag League, chegando às semifinais em 1994 antes de perderem para Masahiro Chono e Super Strong Machine.
Fazer dupla com Hawk (apelidado de "Hawk Warrior") ajudou a elevar Kensuke Sasaki aos olhos dos fãs, a tal ponto que, quando os Hell Raisers se separaram em meados de 1995, Sasaki abandonou o personagem Power Warrior e se tornou um dos principais lutadores na divisão individual. Em ocasiões especiais, Sasaki voltava a usar a persona "Power Warrior", de forma semelhante a Keiji Mutoh com sua persona "Great Muta". Durante esse período, eles usavam a música-tema "Hellraiser", de Ozzy Osbourne. Quando Animal retornou de sua lesão nas costas, ele se juntou à dupla no Japão em 1996. Os três foram anunciados coletivamente como os Road Warriors, usando "Iron Man" como música-tema.

### Retorno à WCW (1996)
Quando Laurinaitis finalmente se recuperou da lesão nas costas o suficiente para retornar ao wrestling, os Road Warriors assinaram um contrato com a WCW no final de 1995. Ao retornarem em janeiro de 1996, imediatamente iniciaram uma rivalidade com os Steiner Brothers, que também estavam retornando, além de enfrentarem Harlem Heat antes de desafiar os campeões de duplas da WCW, Sting e Lex Luger. Os Road Warriors tiveram várias oportunidades pelos títulos, mas não conseguiram conquistá-los.
Hegstrand e Laurinaitis permaneceram na WCW por cerca de seis meses, antes de saírem devido a uma disputa com Eric Bischoff. A dupla alegou que Bischoff havia prometido a eles o segundo contrato mais bem pago, além de um contrato separado no Japão, algo que Bischoff afirma não se lembrar.

### Retorno à WWF

#### Primeiras rivalidades (1997–1998)
Após deixarem a WCW, a dupla fez diversas aparições no circuito independente, tanto nos EUA quanto no Japão, antes de assinarem com a WWF, fazendo seu retorno surpresa na edição de 24 de fevereiro de 1997 do Monday Night Raw, onde destruíram os The Headbangers, apesar de ambas as duplas terem sido contadas para fora. A Legion of Doom então uniu forças com Ahmed Johnson para enfrentar Faarooq, Crush e Savio Vega da Nation of Domination em uma Street Fight na WrestleMania 13, em sua cidade natal, Chicago. Após derrotarem a Nation, eles também aplicaram o Doomsday Device na dupla PG-13. Antes da luta, Ahmed recebeu ombreiras especiais como as da LOD, porém elas nunca foram devolvidas, já que Hawk as presenteou. A Legion of Doom esteve fortemente envolvida na rivalidade contra a Hart Foundation, ao lado de Stone Cold Steve Austin, Ken Shamrock e Goldust, no evento In Your House: Canadian Stampede. A Legion of Doom se tornaria bicampeã de duplas da WWF em 13 de outubro de 1997, ao derrotar os The Godwinns. Em novembro de 1997, a Legion of Doom enfrentou a recém-formada dupla The New Age Outlaws (Road Dogg e Billy Gunn) e perdeu os títulos para os novatos.
A Legion of Doom desafiaria os Outlaws várias vezes nos meses seguintes, mas não conseguiu recuperar os cinturões. Em um episódio do Raw, os Outlaws rasparam a cabeça de Road Warrior Hawk e ainda atacaram a dupla com ajuda da DX. Em 23 de fevereiro de 1998, no Raw, a Legion of Doom parecia ter reconquistado os títulos de duplas ao aplicar o Doomsday Device, mas enquanto Animal fazia a contagem, o árbitro se distraiu com a comemoração de Hawk, permitindo que os Outlaws se aproveitassem e vencessem a luta. Após o combate, a Legion of Doom brigou entre si, demonstrando frustração, e não foi mais vista na televisão da WWF depois disso, indicando que a dupla havia se separado de forma definitiva.

#### LOD 2000 (1998–1999)
Hawk e Animal apareceram em seguida como Legion of Doom 2000, promovidos como uma versão atualizada dos Road Warriors “para o novo milênio”, na WrestleMania XIV durante uma batalha real de duplas. A dupla apareceu com um visual novo, incluindo novos ombreiras e capacetes (os capacetes não duraram muito, já que Hawk jogou o dele para a plateia), além de uma nova empresária, Sunny. A LOD 2000 venceu a batalha real e garantiu uma oportunidade pelos títulos de duplas, mas não conseguiu conquistar os títulos.
Sunny logo deixou a equipe, e Droz, então conhecido como Puke (Darren Drozdov, ex-zagueiro do Denver Broncos que ganhou o apelido Puke após ser flagrado vomitando no Monday Night Football), passou a acompanhá-los ao ringue. Ao mesmo tempo, Paul Ellering retornou, mas se aliou aos Disciples of Apocalypse (DOA), com quem a LOD estava em rivalidade na época; Ellering e Animal explicaram no DVD que era difícil para eles se atacarem nas promos. Pela segunda vez na história dos Road Warriors, eles participaram de um enredo onde surgia tensão entre os membros, com indícios de uma separação. Nessa história, Hawk era visto por seu parceiro Animal como inapto para lutar, e Puke foi escolhido para substituí-lo oficialmente como membro da equipe. O enredo abordava os problemas reais de Hawk com álcool e drogas, chegando ao ponto de simular um salto suicida do topo do TitanTron no episódio do dia 16 de novembro de 1998 do Raw. Após o fracasso do enredo e ambos Hegstrand e Laurinaitis manifestarem suas objeções, a história foi abandonada.
A Legion of Doom fez um retorno muito breve, primeiro no Raw is War de 22 de março de 1999 ao atacar Pat Patterson e Gerald Brisco nos bastidores após os dois terem parodiado a LOD em uma luta handicap contra Shane McMahon no Raw is War de 15 de março de 1999. Ambos os membros da LOD participaram da batalha real pré-WrestleMania, onde os dois últimos sobreviventes receberiam uma chance pelos títulos de duplas na WrestleMania XV, mas não conseguiram vencer. Fizeram uma última aparição no Raw de 29 de março de 1999 desafiando Owen Hart e Jeff Jarrett pelos títulos de duplas, mas falharam; saíram da WWF após isso.

### Japão e circuito independente (1999–2003)
Após deixarem a WWF, os Road Warriors passaram a se apresentar por diversas federações independentes.
Em 2 de maio de 1999, eles retornaram à All Japan Pro Wrestling para fazer equipe com Johnny Ace, derrotando Jun Akiyama, Kenta Kobashi e Hakushi no Giant Baba Memorial Show. Depois, foram à Austrália e conquistaram os iGW Tag Team Titles contra o Public Enemy no pay-per-view da i-Generation em 30 de junho de 2000. Atuaram tanto como equipe quanto individualmente.
Animal retornou à World Championship Wrestling e competiu sozinho na WCW no início de 2001, antes da WWF comprar a companhia em março daquele ano. Hegstrand lidou com seus problemas pessoais.
Em 2001, entraram em rivalidade com os Nasty Boys pela Xcitement Wrestling Federation. Em 22 de junho de 2002, lutando pela International Wrestling Superstars (IWS), Road Warriors Animal e Hawk derrotaram os Headshrinkers pelos World Tag-Team Championship. Essa vitória também levou o Team USA a conquistar o torneio internacional realizado em Atlantic City, Nova Jérsey.
Os Road Warriors também apareceram brevemente na Total Nonstop Action Wrestling (TNA) nos primeiros dias da promoção, salvando o America's Most Wanted e estreando sob o que Jeremy Borash descreveu como "uma reação digna dos Road Warriors de 1985".
Hegstrand e Laurinaitis tornaram-se cristãos em 2001, e mais tarde apareceram nos programas de religião e wrestling de Ted DiBiase em 2003. Foi durante esse período que Hegstrand superou seus vícios em drogas e álcool.

### Segundo retorno à WWE e morte de Hawk (2003)
A última aparição dos Road Warriors na televisão dos Estados Unidos como equipe ocorreu no episódio do Raw de 12 de maio de 2003, em uma luta de duplas contra os Campeões Mundiais de Duplas, Rob Van Dam e Kane. Os Road Warriors tinham a esperança de conseguir um contrato em tempo integral com a WWE, mas isso nunca aconteceu.
Mais uma vez, retornaram ao Japão, competindo na Fighting Of World Japan Pro-Wrestling e derrotando os Shane Twins pelos títulos de duplas em 1º de março de 2003. Eles perderam os títulos para os Twins três meses depois, em sua última aparição televisionada, em 29 de junho de 2003. Sua última luta foi em 3 de outubro de 2003, em Oshawa, Ontário, em uma igreja local, derrotando Greg "The Hammer" Valentine e Buff Bagwell.
A última sessão de autógrafos dos Road Warriors aconteceu em Burton, Michigan, em 4 de outubro de 2003, com o proprietário e promotor da LWA, Steve Rau, de Mid-Michigan. O evento ocorreu no Sharky's Sports Bar em Burton, MI, como promoção para o show "Legends of Wrestling" de Steve Rau. O evento seria realizado em 1º de novembro de 2003, no Birch Run Expo Center. Steve Rau reorganizou o evento principal da noite, que seria entre os Road Warriors e os Powers of Pain (Barbarian e Warlord), gerenciados por Jimmy Hart. Steve Rau recebeu um telefonema de Heath Santo, um escritor de wrestling de Ohio, informando sobre o falecimento de Hawk em 19 de outubro de 2003. Steve Rau voltou ao estúdio da WJRT ABC 12 TV em Flint, MI, onde editaram o comercial de televisão. Então, Steve Rau anunciou que o "Legends of Wrestling" seria um show em tributo a Hawk — o primeiro de muitos. Animal ainda compareceu ao evento como árbitro especial. O evento principal foi alterado para Powers of Pain contra Greg "The Hammer" Valentine e Brutus "The Barber" Beefcake, com Animal como árbitro especial. Em determinado momento da noite, Animal, junto com o elenco de estrelas presentes, foi ao ringue onde discursou ao público e um toque de 10 sinos foi realizado em homenagem a Hawk.

### Últimos anos de Animal

#### LOD 2005 (2005–2006)
Animal retornou à WWE em 2005, formando dupla com Heidenreich em uma rivalidade contra a equipe MNM. No The Great American Bash, em 24 de julho de 2005, Animal e Heidenreich derrotaram o MNM para conquistar o WWE Tag Team Championship, em uma luta dedicada pessoalmente por Animal a Hawk. Após a conquista dos títulos, Heidenreich mudou sua aparência para se adequar melhor à imagem da Legion of Doom, raspando o cabelo em estilo moicano e usando pintura facial. Em 18 de agosto de 2005, Heidenreich foi oficialmente incluído na LOD e recebeu seu próprio par de "espinhos de Road Warrior". Pouco após vencer os títulos de duplas, Animal prestou homenagem ao seu falecido parceiro e amigo olhando para o céu e dizendo: "Hawk, essa é pra você, irmão!". Durante a rivalidade com o MNM, a LOD foi acompanhada por Christy Hemme, que atuou como gerente por um curto período. Na edição de 28 de outubro de 2005 do SmackDown!, a LOD perdeu os títulos de duplas para o MNM em uma luta Fatal Four-Way que também contou com Paul Burchill e William Regal e os Mexicools (Super Crazy e Psicosis). Alguns meses depois, em 17 de janeiro de 2006, Heidenreich foi dispensado da WWE. Animal continuou a se apresentar na WWE com seu antigo personagem, The Road Warrior, por alguns meses antes de também ser dispensado.

#### The Hell Warriors e a morte de Animal (2007–2020)
Em 1º de setembro de 2007, Road Warrior Animal apareceu na All Japan Pro Wrestling (AJPW) e formou dupla com Sasaki para formar os Hell Warriors, com Animal sendo apresentado como "Animal Warrior", para combinar com o personagem "Power Warrior" de Sasaki e "Hawk Warrior" de Hawk. Os recém-formados Hell Warriors derrotaram a equipe de "brother" YASSHI e Shuji Kondo. O tema de entrada da dupla era uma megamix de "Iron Man" do Black Sabbath e "Hellraiser" de Ozzy Osbourne.
Em 11 de maio de 2008, os Hell Warriors lutaram no evento Dragon-Mania da Toryumon Mexico. Eles derrotaram Damián el Terrible e Damián 666 para conquistar o UWA World Tag Team Championship (não o mesmo título revivido pela El Dorado Wrestling).
Em 2 de abril de 2011, os Road Warriors, junto com Paul Ellering, foram introduzidos no Hall da Fama da WWE por Dusty Rhodes. Em 13 de fevereiro de 2014, Power Warrior anunciou sua aposentadoria do wrestling profissional, encerrando assim a trajetória dos Hell Warriors.
Road Warrior Animal faleceu após sofrer um ataque cardíaco em 22 de setembro de 2020.

## Encarnações
- The Road Warriors / Legion of Doom
  - Road Warrior Hawk
  - Road Warrior Animal
  - Power Warrior (em lutas de trios no Japão)
  - "Precious" Paul Ellering (gerente)
- The Hell Raisers
  - Hawk Warrior
  - Power Warrior
- Triple Warriors
  - Hawk Warrior
  - Animal Warrior
  - Power Warrior
- LOD 2000
  - Road Warrior Hawk
  - Road Warrior Animal
  - Puke/Droz
  - Sunny (gerente)
- LOD 2005
  - Road Warrior Animal
  - Heidenreich
  - Christy Hemme (gerente)
- The Hell Warriors
  - Animal Warrior
  - Power Warrior

## Video games
| WCW  | WCW           | WCW                                 |
| Ano  | Título        | Notas                               |
| ---- | ------------- | ----------------------------------- |
| 1990 | WCW Wrestling | Estréia em video games Capa do jogo |

| WWE  | WWE                                | WWE          |
| Ano  | Título                             | Notas        |
| ---- | ---------------------------------- | ------------ |
| 1991 | WWF WrestleFest                    | Capa do jogo |
| 1992 | WWF European Rampage Tour          |              |
| 1992 | WWF Super WrestleMania             | Capa do jogo |
| 2003 | WWE SmackDown! Here Comes the Pain |              |
| 2004 | WWE SmackDown! vs. Raw             |              |
| 2009 | WWE Legends of WrestleMania        |              |
| 2011 | WWE All Stars                      |              |
| 2011 | WWE '12                            |              |
| 2012 | WWE '13                            |              |

| Outros jogos | Outros jogos                   | Outros jogos |
| Ano          | Título                         | Notas        |
| ------------ | ------------------------------ | ------------ |
| 2001         | Legends of Wrestling           | Capa do jogo |
| 2002         | Legends of Wrestling II        |              |
| 2004         | Showdown: Legends of Wrestling |              |

## No wrestling
- Ataques
  - Doomsday Device - Inovadores

## Títulos e prêmios

### Road Warriors / Legion of Doom / LOD 2000
- All Japan Pro Wrestling
  - NWA International Tag Team Championship (1  vez)
- American Wrestling Association
  - AWA World Tag Team Championship (1  vez)
- Cauliflower Alley Club
  - Tag Team Award (2020)[47]
- Fighting World of Japan Pro Wrestling
  - World Japan Tag Team Championship (1  vez)
- Georgia Championship Wrestling
  - NWA National Tag Team Championship (3 vezes)
  - NWA National Tag Team Championship Tournament (1984)[48]
- Hardcore Hall of Fame
  - 2021
- International Wrestling Superstars
  - IWS World Tag Team Championship (1  vez)
- i-Generation Superstars of Wrestling
  - i-Generation Tag Team Championship (3 vezes)
- Independent Pro Wrestling
  - IPW Tag Team Championship (1  vez)
- Jim Crockett Promotions/World Championship Wrestling
  - NWA World Six-Man Tag Team Championship (3 vezes) – com Dusty Rhodes (2) e Genichiro Tenryu (1)
  - NWA World Tag Team Championship (Mid-Atlantic version) (1  vez)
  - Iron Team Tournament (1989)
  - Jim Crockett, Sr. Memorial Cup (1986)
- Memphis Wrestling Hall of Fame
  - 2022
- National Wrestling Alliance
  - NWA Hall of Fame (2012)[49]
  - NWA Wrestling Legends Hall of Heroes (2016)[50]
- Professional Wrestling Hall of Fame e Museum
  - Class of 2011 (Membros introduzidos: Road Warrior Animal, Road Warrior Hawk, e Paul Ellering)[51]
- Pro Wrestling Illustrated
  - Dupla do ano (1983–1985, 1988)
  - Rivalidade do ano (1987) com Dusty Rhodes e Nikita Koloff vs. Four Horsemen
  - A PWi os colocou na posição #1 das 100 melhores duplas na "PWI Years" em 2003
- Quebec Wrestling Hall of Fame
  - 2015
- Super World of Sports
  - One Night Tag Team Tournament (1991)[52]
- Tokyo Sports
  - Melhores estrangeiros (1985)[53]
- World Wrestling Federation/WWE
  - WWF Tag Team Championship (2 vezes)
  - WWE Hall of Fame (2011)
- Wrestling Observer Newsletter
  - Estreantes do ano (1983)
  - Dupla do ano (1984)
  - Wrestling Observer Newsletter Hall of Fame (1996)

### Hell Raisers
- New Japan Pro-Wrestling
  - IWGP Tag Team Championship (2 vezes)
- Pro Wrestling Illustrated
  - A PWI os colocou na posição #58 das 100 melhores duplas na "PWI Years" em 2003

### LOD 2005
- World Wrestling Entertainment
  - WWE Tag Team Championship (1  vez)

### Hell Warriors
- Toryumon Mexico
  - UWA World Tag Team Championship (1  vez)